# ハッピーダンスコレクション
『ハッピーダンスコレクション』は、バンダイナムコゲームス・ナムコレーベルより2008年10月23日に発売されたWii用ゲームソフト。

## 概要
画面上のキャラクターや指示（メッセージ・矢印）に合わせてWiiリモコンを動かし、ダンスを行うゲーム。ゲームの進行により曲が解禁されるほか、プレゼント（衣装・髪型・アクセサリなど）を獲得してキャラクターをドレスアップできる。

### モード
- オンステージ - 任意の楽曲をプレイ出来る。
- ストーリー
- 協力ミッション - 2人の合計得点でノルマクリアを目指す。
- 対戦

### ストーリー
アイドルとしてスカウトされた女子中学生のアイとなり、「お仕事」（楽曲毎にノルマがある）をクリアしていく。

## 登場人物
アイ
声 - 水樹奈々（オリジナル曲の歌唱も担当）
「ストーリー」の主人公。私立スター学園普通科に通う中学2年生の14歳。ダンス部所属。ひょんなことからアイドルに導かれる。ちょっぴり天然。お酢が好き。
ユウキ
声 - 田坂秀樹
私立スター学園芸能科に通う高校1年生の16歳の男の子。大人気アイドル。
ツバキ
声 - 川崎恵理子
ユウキやリリカが所属するピース芸能プロダクション社長。最初はアイのことをコムスメと呼んでいたが、話が進むと名前で呼ぶようになる。
リリカ
声 - 阪田佳代
大人気女優。ユウキのことが好き。
誠士郎
声 - 野島裕史
ピース芸能プロダクションのマネージャー。ドレスアップのアドバイスをしてくれる。
クレア
声 - 東城未来
クールな美少女。世界的ダンサー。通称、氷の女神。アイに心を開くまで、一度も笑ったことがなかったらしい。

## 収録曲

### JPOP
- 羞恥心
- 気分上々↑↑
- ここにいるよ feat.青山テルマ
- 夏祭り
- 愛唄
- イケナイ太陽
- KISSして
- Choo Choo TRAIN
- アジアの純真
- キューティーハニー
- POP STAR
- LOVEマシーン

### メドレー
青い珊瑚礁、Rock'n Rouge、夏の扉、赤いスイートピー

### アニメ
- チャンス!（「きらりん☆レボリューション」より）
- ハッピー☆彡（「きらりん☆レボリューション」より）
- Together（「ポケットモンスター ダイヤモンド&パール」より）
- ハグしちゃお（「ドラえもん」より）
- プリキュア5、フル・スロットルGO GO!（「Yes!プリキュア5GoGo!」より）
- プリキュア5、スマイル go go！（「Yes!プリキュア5」より）
- アンパンマンのマーチ（「それいけ!アンパンマン」より）

### ゲーム
- GO MY WAY!!（「THE IDOLM@STER」より）

### オリジナル曲
- シューティング☆スター
- 世には花・夢に星
- ブランニュー ハート
- スカイハイ！

## 関連ソフト
- WE CHEER
- フィットネス パーティ
- プリキュアオールスターズ ぜんいんしゅうごう☆レッツダンス！